# Rydel Lynch
Rydel Mary Lynch (ur. 9 sierpnia 1993 w Littleton) – amerykańska piosenkarka, tancerka. Jest członkinią zespołu R5, który współtworzy wraz z braćmi Rossem, Rikerem i Rocky'm oraz bliskim przyjacielem rodziny Lynchów – Ellingtonem Ratliffem.

## Filmografia
- 2008: Sunday School Musical jako Crossroads Choir
- 2010: School Girls